# Весёловское (Запорожская область)
Весёловское (укр. Веселівське) — село,
Московский сельский совет,
Вольнянский район,
Запорожская область,
Украина.
Код КОАТУУ — 2321585003. Население по переписи 2001 года составляло 49 человек.

## Географическое положение
Село Весёловское находится в 1-м км от правого берега реки Мокрая Московка,
выше по течению на расстоянии в 1 км расположено село Никольское,
ниже по течению на расстоянии в 5 км расположено село Малая Куприяновка.
По селу протекает пересыхающий ручей с запрудой.

## История
- 1865 год — дата основания как село Белаши.
- 1922 год — переименовано в село Весёловское.